# Skin (Flume)
Skin is het tweede album van Flume. Het volgt zijn, naar zichzelf vernoemde, debuutalbum Flume op. Skin werd op 27 mei 2016 uitgebracht door Future Classic en kreeg overwegend positieve reacties. Het nummer "Never Be Like You" behaalde internationaal succes.
Het album won 8 prijzen bij de ARIA Music Awards 2016 waaronder "Album Of The Year" en "Best Male Artist". Ook won hij de Grammy voor Best Dance/Electronic Album van 2017.

## Nummers
| Nr. | Titel                                                  | Duur |
| --- | ------------------------------------------------------ | ---- |
| 1.  | Helix                                                  | 3:30 |
| 2.  | Never Be Like You (featuring Kai)                      | 3:54 |
| 3.  | Lose It (featuring Vic Mensa)                          | 3:45 |
| 4.  | Numb & Getting Colder (featuring Kučka)                | 5:08 |
| 5.  | Say It (featuring Tove Lo)                             | 4:23 |
| 6.  | Wall Fuck                                              | 3:08 |
| 7.  | Pika                                                   | 1:55 |
| 8.  | Smoke & Retribution (featuring Vince Staples en Kučka) | 4:01 |
| 9.  | 3                                                      | 3:04 |
| 10. | When Everything Was New                                | 2:27 |
| 11. | You Know (featuring Allan Kingdom en Raekwon)          | 3:22 |
| 12. | Take A Chance (featuring Little Dragon)                | 5:28 |
| 13. | Innocence (featuring AlunaGeorge)                      | 6:18 |
| 14. | Like Water (featuring MNDR)                            | 3:13 |
| 15. | Free                                                   | 2:56 |
| 16. | Tiny Cities (featuring Beck)                           | 3:56 |

## Hitnoteringen

### NederlandseAlbum Top 100
| Positie: | 17 | 48 | 74 | 88 | 82 | uit |

### VlaamseUltratop 200Albums
| Hitnotering (week 1 t/m 20): 04-06-2016 t/m 15-10-2016 Hitnotering (week 21 t/m 22): 12-11-2016 t/m 19-11-2016 Hitnotering (week 23 t/m 25): 17-12-2016 t/m 31-12-2016 Hitnotering (week 26 t/m 27): 14-01-2017 t/m 21-01-2017 Hitnotering (week 28 t/m 29): 15-04-2017 t/m 22-04-2017 Hitnotering (week 30): 22-07-2017 Hitnotering (week 31 t/m 38): 05-08-2017 t/m 23-09-2017 Hitnotering (week 39): 14-10-2017 | Hitnotering (week 1 t/m 20): 04-06-2016 t/m 15-10-2016 Hitnotering (week 21 t/m 22): 12-11-2016 t/m 19-11-2016 Hitnotering (week 23 t/m 25): 17-12-2016 t/m 31-12-2016 Hitnotering (week 26 t/m 27): 14-01-2017 t/m 21-01-2017 Hitnotering (week 28 t/m 29): 15-04-2017 t/m 22-04-2017 Hitnotering (week 30): 22-07-2017 Hitnotering (week 31 t/m 38): 05-08-2017 t/m 23-09-2017 Hitnotering (week 39): 14-10-2017 | Hitnotering (week 1 t/m 20): 04-06-2016 t/m 15-10-2016 Hitnotering (week 21 t/m 22): 12-11-2016 t/m 19-11-2016 Hitnotering (week 23 t/m 25): 17-12-2016 t/m 31-12-2016 Hitnotering (week 26 t/m 27): 14-01-2017 t/m 21-01-2017 Hitnotering (week 28 t/m 29): 15-04-2017 t/m 22-04-2017 Hitnotering (week 30): 22-07-2017 Hitnotering (week 31 t/m 38): 05-08-2017 t/m 23-09-2017 Hitnotering (week 39): 14-10-2017 | Hitnotering (week 1 t/m 20): 04-06-2016 t/m 15-10-2016 Hitnotering (week 21 t/m 22): 12-11-2016 t/m 19-11-2016 Hitnotering (week 23 t/m 25): 17-12-2016 t/m 31-12-2016 Hitnotering (week 26 t/m 27): 14-01-2017 t/m 21-01-2017 Hitnotering (week 28 t/m 29): 15-04-2017 t/m 22-04-2017 Hitnotering (week 30): 22-07-2017 Hitnotering (week 31 t/m 38): 05-08-2017 t/m 23-09-2017 Hitnotering (week 39): 14-10-2017 | Hitnotering (week 1 t/m 20): 04-06-2016 t/m 15-10-2016 Hitnotering (week 21 t/m 22): 12-11-2016 t/m 19-11-2016 Hitnotering (week 23 t/m 25): 17-12-2016 t/m 31-12-2016 Hitnotering (week 26 t/m 27): 14-01-2017 t/m 21-01-2017 Hitnotering (week 28 t/m 29): 15-04-2017 t/m 22-04-2017 Hitnotering (week 30): 22-07-2017 Hitnotering (week 31 t/m 38): 05-08-2017 t/m 23-09-2017 Hitnotering (week 39): 14-10-2017 | Hitnotering (week 1 t/m 20): 04-06-2016 t/m 15-10-2016 Hitnotering (week 21 t/m 22): 12-11-2016 t/m 19-11-2016 Hitnotering (week 23 t/m 25): 17-12-2016 t/m 31-12-2016 Hitnotering (week 26 t/m 27): 14-01-2017 t/m 21-01-2017 Hitnotering (week 28 t/m 29): 15-04-2017 t/m 22-04-2017 Hitnotering (week 30): 22-07-2017 Hitnotering (week 31 t/m 38): 05-08-2017 t/m 23-09-2017 Hitnotering (week 39): 14-10-2017 | Hitnotering (week 1 t/m 20): 04-06-2016 t/m 15-10-2016 Hitnotering (week 21 t/m 22): 12-11-2016 t/m 19-11-2016 Hitnotering (week 23 t/m 25): 17-12-2016 t/m 31-12-2016 Hitnotering (week 26 t/m 27): 14-01-2017 t/m 21-01-2017 Hitnotering (week 28 t/m 29): 15-04-2017 t/m 22-04-2017 Hitnotering (week 30): 22-07-2017 Hitnotering (week 31 t/m 38): 05-08-2017 t/m 23-09-2017 Hitnotering (week 39): 14-10-2017 | Hitnotering (week 1 t/m 20): 04-06-2016 t/m 15-10-2016 Hitnotering (week 21 t/m 22): 12-11-2016 t/m 19-11-2016 Hitnotering (week 23 t/m 25): 17-12-2016 t/m 31-12-2016 Hitnotering (week 26 t/m 27): 14-01-2017 t/m 21-01-2017 Hitnotering (week 28 t/m 29): 15-04-2017 t/m 22-04-2017 Hitnotering (week 30): 22-07-2017 Hitnotering (week 31 t/m 38): 05-08-2017 t/m 23-09-2017 Hitnotering (week 39): 14-10-2017 | Hitnotering (week 1 t/m 20): 04-06-2016 t/m 15-10-2016 Hitnotering (week 21 t/m 22): 12-11-2016 t/m 19-11-2016 Hitnotering (week 23 t/m 25): 17-12-2016 t/m 31-12-2016 Hitnotering (week 26 t/m 27): 14-01-2017 t/m 21-01-2017 Hitnotering (week 28 t/m 29): 15-04-2017 t/m 22-04-2017 Hitnotering (week 30): 22-07-2017 Hitnotering (week 31 t/m 38): 05-08-2017 t/m 23-09-2017 Hitnotering (week 39): 14-10-2017 | Hitnotering (week 1 t/m 20): 04-06-2016 t/m 15-10-2016 Hitnotering (week 21 t/m 22): 12-11-2016 t/m 19-11-2016 Hitnotering (week 23 t/m 25): 17-12-2016 t/m 31-12-2016 Hitnotering (week 26 t/m 27): 14-01-2017 t/m 21-01-2017 Hitnotering (week 28 t/m 29): 15-04-2017 t/m 22-04-2017 Hitnotering (week 30): 22-07-2017 Hitnotering (week 31 t/m 38): 05-08-2017 t/m 23-09-2017 Hitnotering (week 39): 14-10-2017 | Hitnotering (week 1 t/m 20): 04-06-2016 t/m 15-10-2016 Hitnotering (week 21 t/m 22): 12-11-2016 t/m 19-11-2016 Hitnotering (week 23 t/m 25): 17-12-2016 t/m 31-12-2016 Hitnotering (week 26 t/m 27): 14-01-2017 t/m 21-01-2017 Hitnotering (week 28 t/m 29): 15-04-2017 t/m 22-04-2017 Hitnotering (week 30): 22-07-2017 Hitnotering (week 31 t/m 38): 05-08-2017 t/m 23-09-2017 Hitnotering (week 39): 14-10-2017 | Hitnotering (week 1 t/m 20): 04-06-2016 t/m 15-10-2016 Hitnotering (week 21 t/m 22): 12-11-2016 t/m 19-11-2016 Hitnotering (week 23 t/m 25): 17-12-2016 t/m 31-12-2016 Hitnotering (week 26 t/m 27): 14-01-2017 t/m 21-01-2017 Hitnotering (week 28 t/m 29): 15-04-2017 t/m 22-04-2017 Hitnotering (week 30): 22-07-2017 Hitnotering (week 31 t/m 38): 05-08-2017 t/m 23-09-2017 Hitnotering (week 39): 14-10-2017 | Hitnotering (week 1 t/m 20): 04-06-2016 t/m 15-10-2016 Hitnotering (week 21 t/m 22): 12-11-2016 t/m 19-11-2016 Hitnotering (week 23 t/m 25): 17-12-2016 t/m 31-12-2016 Hitnotering (week 26 t/m 27): 14-01-2017 t/m 21-01-2017 Hitnotering (week 28 t/m 29): 15-04-2017 t/m 22-04-2017 Hitnotering (week 30): 22-07-2017 Hitnotering (week 31 t/m 38): 05-08-2017 t/m 23-09-2017 Hitnotering (week 39): 14-10-2017 | Hitnotering (week 1 t/m 20): 04-06-2016 t/m 15-10-2016 Hitnotering (week 21 t/m 22): 12-11-2016 t/m 19-11-2016 Hitnotering (week 23 t/m 25): 17-12-2016 t/m 31-12-2016 Hitnotering (week 26 t/m 27): 14-01-2017 t/m 21-01-2017 Hitnotering (week 28 t/m 29): 15-04-2017 t/m 22-04-2017 Hitnotering (week 30): 22-07-2017 Hitnotering (week 31 t/m 38): 05-08-2017 t/m 23-09-2017 Hitnotering (week 39): 14-10-2017 | Hitnotering (week 1 t/m 20): 04-06-2016 t/m 15-10-2016 Hitnotering (week 21 t/m 22): 12-11-2016 t/m 19-11-2016 Hitnotering (week 23 t/m 25): 17-12-2016 t/m 31-12-2016 Hitnotering (week 26 t/m 27): 14-01-2017 t/m 21-01-2017 Hitnotering (week 28 t/m 29): 15-04-2017 t/m 22-04-2017 Hitnotering (week 30): 22-07-2017 Hitnotering (week 31 t/m 38): 05-08-2017 t/m 23-09-2017 Hitnotering (week 39): 14-10-2017 | Hitnotering (week 1 t/m 20): 04-06-2016 t/m 15-10-2016 Hitnotering (week 21 t/m 22): 12-11-2016 t/m 19-11-2016 Hitnotering (week 23 t/m 25): 17-12-2016 t/m 31-12-2016 Hitnotering (week 26 t/m 27): 14-01-2017 t/m 21-01-2017 Hitnotering (week 28 t/m 29): 15-04-2017 t/m 22-04-2017 Hitnotering (week 30): 22-07-2017 Hitnotering (week 31 t/m 38): 05-08-2017 t/m 23-09-2017 Hitnotering (week 39): 14-10-2017 | Hitnotering (week 1 t/m 20): 04-06-2016 t/m 15-10-2016 Hitnotering (week 21 t/m 22): 12-11-2016 t/m 19-11-2016 Hitnotering (week 23 t/m 25): 17-12-2016 t/m 31-12-2016 Hitnotering (week 26 t/m 27): 14-01-2017 t/m 21-01-2017 Hitnotering (week 28 t/m 29): 15-04-2017 t/m 22-04-2017 Hitnotering (week 30): 22-07-2017 Hitnotering (week 31 t/m 38): 05-08-2017 t/m 23-09-2017 Hitnotering (week 39): 14-10-2017 | Hitnotering (week 1 t/m 20): 04-06-2016 t/m 15-10-2016 Hitnotering (week 21 t/m 22): 12-11-2016 t/m 19-11-2016 Hitnotering (week 23 t/m 25): 17-12-2016 t/m 31-12-2016 Hitnotering (week 26 t/m 27): 14-01-2017 t/m 21-01-2017 Hitnotering (week 28 t/m 29): 15-04-2017 t/m 22-04-2017 Hitnotering (week 30): 22-07-2017 Hitnotering (week 31 t/m 38): 05-08-2017 t/m 23-09-2017 Hitnotering (week 39): 14-10-2017 | Hitnotering (week 1 t/m 20): 04-06-2016 t/m 15-10-2016 Hitnotering (week 21 t/m 22): 12-11-2016 t/m 19-11-2016 Hitnotering (week 23 t/m 25): 17-12-2016 t/m 31-12-2016 Hitnotering (week 26 t/m 27): 14-01-2017 t/m 21-01-2017 Hitnotering (week 28 t/m 29): 15-04-2017 t/m 22-04-2017 Hitnotering (week 30): 22-07-2017 Hitnotering (week 31 t/m 38): 05-08-2017 t/m 23-09-2017 Hitnotering (week 39): 14-10-2017 | Hitnotering (week 1 t/m 20): 04-06-2016 t/m 15-10-2016 Hitnotering (week 21 t/m 22): 12-11-2016 t/m 19-11-2016 Hitnotering (week 23 t/m 25): 17-12-2016 t/m 31-12-2016 Hitnotering (week 26 t/m 27): 14-01-2017 t/m 21-01-2017 Hitnotering (week 28 t/m 29): 15-04-2017 t/m 22-04-2017 Hitnotering (week 30): 22-07-2017 Hitnotering (week 31 t/m 38): 05-08-2017 t/m 23-09-2017 Hitnotering (week 39): 14-10-2017 | Hitnotering (week 1 t/m 20): 04-06-2016 t/m 15-10-2016 Hitnotering (week 21 t/m 22): 12-11-2016 t/m 19-11-2016 Hitnotering (week 23 t/m 25): 17-12-2016 t/m 31-12-2016 Hitnotering (week 26 t/m 27): 14-01-2017 t/m 21-01-2017 Hitnotering (week 28 t/m 29): 15-04-2017 t/m 22-04-2017 Hitnotering (week 30): 22-07-2017 Hitnotering (week 31 t/m 38): 05-08-2017 t/m 23-09-2017 Hitnotering (week 39): 14-10-2017 | Hitnotering (week 1 t/m 20): 04-06-2016 t/m 15-10-2016 Hitnotering (week 21 t/m 22): 12-11-2016 t/m 19-11-2016 Hitnotering (week 23 t/m 25): 17-12-2016 t/m 31-12-2016 Hitnotering (week 26 t/m 27): 14-01-2017 t/m 21-01-2017 Hitnotering (week 28 t/m 29): 15-04-2017 t/m 22-04-2017 Hitnotering (week 30): 22-07-2017 Hitnotering (week 31 t/m 38): 05-08-2017 t/m 23-09-2017 Hitnotering (week 39): 14-10-2017 |
| Week: | 1 | 2 | 3 | 4 | 5 | 6 | 7 | 8 | 9 | 10 | 11 | 12 | 13 | 14 | 15 | 16 | 17 | 18 | 19 | 20 | |
| --- | --- | --- | --- | --- | --- | --- | --- | --- | --- | --- | --- | --- | --- | --- | --- | --- | --- | --- | --- | --- | --- |
| Positie: | 3 | 15 | 29 | 34 | 37 | 29 | 35 | 41 | 47 | 45 | 57 | 58 | 88 | 105 | 76 | 148 | 136 | 173 | 145 | 134 | uit |
| Week: | 21 | 22 | | 23 | 24 | 25 | | 26 | 27 | | 28 | 29 | | 30 | | 31 | 32 | 33 | 34 | 35 | 36 |
| Positie: | 122 | 177 | uit | 193 | 173 | 187 | uit | 130 | 139 | uit | 145 | 152 | uit | 155 | uit | 152 | 195 | 127 | 104 | 107 | 172 |
| Week: | 37 | 38 | | 39 | | | | | | | | | | | | | | | | | |
| Positie: | 189 | 179 | uit | 186 | uit | | | | | | | | | | | | | | | | |